# Gabriela Bustelo Tortella
Gabriela Bustelo (Madrid, 1962) és una escriptora, filòloga i traductora espanyola.

## Obra

### Publicacions
Narrativa
- Veo Veo, Anagrama, Barcelona, 1996.[1]
- Planeta Hembra, RBA, Barcelona, 2001.[2]
- After Hours: una muestra de 'cult fiction', coordinació de Javier Calvo. Reservoir Books. Mondadori. Abril 1999.[3]
- Frasco, "El Extramundi. Los Papeles de Iria Flavia", fundada por Camilo José Cela. Diciembre de 1998.[4]
- La historia de siempre jamás, Ediciones El Andén, Barcelona, 2007.[5]
- Tolerancia. Publicado en La narración que ríe para no llorar. Semana de las Letras en Español. Instituto Cervantes de Roma. 2011.  Arxivat 2012-06-30 a Wayback Machine.  Arxivat 2012-11-07 a Wayback Machine.